# Zespół du Pana

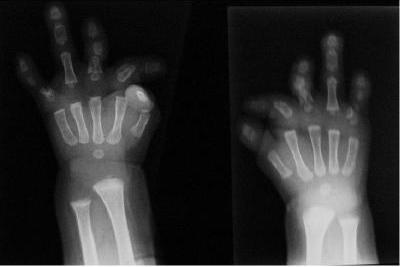
Radiogram dłoni pacjenta narodowości egipskiej z zespołem du Pana: ciężka brachydaktylia i ustawienie promieniowe palców.

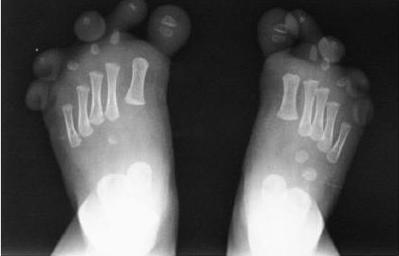
Radiogram stóp tego samego pacjenta.

Zespół du Pana, inaczej hipoplazja kości strzałkowej i złożona brachydaktylia (ang. du Pan syndrome, fibular hypoplasia and complex brachydactyly) – rzadki, uwarunkowany genetycznie zespół wad wrodzonych. Składają się nań obustronna aplazja lub hipoplazja kości strzałkowej, przemieszczenie rzepki, złożona brachydaktylia, przemieszczenia kości nadgarstka, brachymetacarpia (zwłaszcza pierwszej kości śródręcza) i aplazja lub hipoplazja paliczków. Paznokcie palców stóp są hipoplastyczne lub nieobecne. Z innych możliwych wad w obrębie kończyn dolnych stwierdza się stopę końsko-szpotawą, „piłeczkowate” palce stóp, nieprawidłową budowę stępu i wady kości śródstopia i paliczków analogiczne do tych występujących w kończynie górnej.
Allelicznymi schorzeniami są: zespół Grebego, brachydaktylia typu C i dysplazja akromezomeliczna typu Huntera-Thompsona.
Zespół spowodowany jest mutacjami w genie CDMP1 kodującym białko cartilage-derived morphogenetic protein-1 (ang.). Pierwszy opis przedstawił Du Pan w 1924 roku.